# Особцы
Особцы — поселок в Клинцовском районе Брянской области, в составе Гулёвского сельского поселения.

## География
Находится в западной части Брянской области на расстоянии приблизительно 14 км на юг-юго-восток по прямой от железнодорожного вокзала станции Клинцы.

## История
Известен с 1920-х годов. Работал колхоз «Красный работник». На карте 1941 года отмечен как Осопцы с 38 дворами.

## Население
Численность населения: 130 человек (1926), 23 человек (2002), 11 человек (2010), 11 человек (2016).
Будет упразднен как фактически не существующий в связи с переселением всех жителей на постоянное место жительства в другие населённые пункты.